# ابن الرومي في مدن الصفيح
ابن الرومي في مدن الصفيح هي مسرحية للكاتب عبد الكريم برشيد الحاصل على عدة جوائز في مجال الكتابة المسرحية من بينها جائزة الميدالية الذهبية بمهرجان الشباب العربية ببغداد سنة 1977، كتبها في بداية السبعينيات لتنشر في مجلات مختلفة ونشرت على شكل كتاب سنة 2005، وتعد من أبرز أعماله التي تنتمي إلى ما يُعرف بـ"المسرح الاحتفالي"، وهو اتجاه مسرحي أسسه الكاتب نفسه في المغرب خلال سبعينيات القرن العشرين. تعكس المسرحية مزيجًا بين التراث العربي الكلاسيكي والواقع الاجتماعي المعاصر، إذ تستحضر شخصية الشاعر العباسي ابن الرومي وتضعه في قلب الأحياء القصديرية (مدن الصفيح)، مما يتيح قراءة نقدية لعلاقة المثقف بالمجتمع.

## الحبكة
تدور المسرحية حول انتقال الشاعر ابن الرومي، عبر أداة مسرح خيال الظل، من زمنه العباسي إلى واقع مغربي معاصر يعاني فيه الناس من الفقر والتهميش في أحياء الصفيح. يتفاعل ابن الرومي مع سكان الحي ويكتشف مأساتهم، فيخوض تجربة وجودية وثقافية تجعله يعيد النظر في موقعه كمثقف منعزل، ويندمج في قضايا الناس اليومية.

## تلخيص لوحات المسرحية

### اللوحة 1: إلى أين يرتفع الستار؟
تبدأ المسرحية بمحاولة ابن دنيال وابنته دنيازاد الصعود إلى الخشبة، لكن عامل الستار يمنعهما لعدم معرفته بهما. يحاول ابن دنيال أن يعرّف بنفسه، وبعد أخذ ورد، تُقرع الدقات المسرحية الثلاث التقليدية، فينسحب عامل الستار.

### اللوحة 2: رحلة المخايل الطويلة
يظهر ابن دنيال على الخشبة برفقة ابنته، يحيّيان الجمهور ويتحدثان عن نفسيهما. ينضم إليهما ثلاثة أطفال مبتهجين بقدوم المخايل، فيدلّ ذلك على ترقّب المتفرجين للعرض.

### اللوحة 3: تحولات القصدير المنتظرة
يصل المقدم مع اثنين من أعوانه ليبلغ سكان الحي الصفيحي بقرار هدم مساكنهم، تمهيدًا لبناء فنادق سياحية. لكن الأهالي يرفضون مغادرة منازلهم، ويتمسكون بحقهم في البقاء.

### اللوحة 4: المخايل القديم والملاحم الجديدة
يحاول ابن دنيال إحياء فن "خيال الظل" بمساعدة ابنته، لكن الأخيرة تلاحظ أن الأسلوب القديم لم يعد يستهوي الجمهور. فيقرر رواية قصة شاعر بائس يُدعى ابن الرومي، ما يثير حماسة الجمهور من جديد.

### اللوحة 5: افتح الباب أو لا أفتحه؟
يجلس ابن الرومي يقرأ نصًا مسرحيًا، فيُطرق بابه فجأة. يظهر أشعب جاره الساذج، ظنًا منه أن ابن الرومي مريض. يدور بينهما حوار طريف، ثم يتذكر ابن الرومي موعد زيارة عمته الرباب.

### اللوحة 6: عريب في زمن النخاسة الجديدة
تتحدث الجواري – حبابة وجوهرة وعريب – عن معلمتهن الرباب، ويقلّدن صوتها وحركاتها أثناء مزاولتهن لأعمالهن، إلى أن يصل نداء خارجي يبحث عن الرباب.

### اللوحة 7: ابن الرومي يسأل ضيف الله
يصل ابن الرومي إلى منزل الرباب ويطلب شراء جارية. تقترح عليه حبابة، لكنه يرفض ويختار عريب، الجارية الجميلة ذات الطلّة اللافتة.

### اللوحة 8: عريب والرحيل من بغداد إلى بغداد
تجلس الجواري الثلاث ويتبادلن أطراف الحديث، ثم تخبرهن الرباب بأنها باعت عريب لابن الرومي، ويجب عليها الرحيل معه فورًا.

### اللوحة 9: استراحة المخايل وطيف الخيال
يعود السرد إلى المخايل، ويظهر عاشور مطالبًا بالمال من ابن دنيال ورفاقه (سعدان، رضوان، حمدان)، لكنهم يؤكدون أنهم فقدوا كل شيء بعد تهديد المقدم. يغادر عاشور لتصفية بعض الحسابات، ويواصل ابن دنيال عرضه.

### اللوحة 10: مع جيران ابن الرومي
في هذه اللوحة، يظهر كل من جحظة وعيسى ودعبل، وهم يتبادلون أطراف الحديث حول حياتهم اليومية وعن ابن الرومي، الذي يعيش بينهم لكنه لا يراهم ولا يخالطهم.

### اللوحة 11: ابن الرومي يفتح الباب
بعد عزلة طويلة، يفتح ابن الرومي بابه إثر زيارة الخادم يازمان، الذي يبلغه أن سفيان بن مروان، أحد كبار التجار، يطلب منه نظم شعر يعبّر عن معاناة سكان الأحياء الصفيحية المهددة بالهدم.

### اللوحة 12: عجبي لك يا مالك الشمس
يواصل جحظة الحلاقة لزبون أبكم، وسط مراقبة دعبل وعيسى وضحكاتهما. ثم يزور الثلاثة ابن الرومي، الذي ينزعج من رؤيتهم، إذ يعتبرهم نذير شؤم ونحس.

### اللوحة 13: عريب الحلم تصبح أربعة
يحلم ابن الرومي بعريب، لكنه يراها في الحلم تتجسد في أربع نساء مختلفات، رغم أنها واحدة في الواقع.

### اللوحة 14: أعطوه السفر والخطابة
تعود الأحداث إلى الحي وسكانه، ثم إلى ابن الرومي وجيرانه. يقرر الجيران جلب سلّم للصعود إلى شرفة ابن الرومي، علّهم يفهمون حالته، بعدما رأوه يحدّق في عريب بصمت. يغضب ابن الرومي عند سماعهم ينشدون أسفل نافذته.

### اللوحة 15: إلى أين يغيب المستوهون؟
يزداد ضيق ابن الرومي بجيرانه، فيطلب منهم أن يغادروا المكان لأنهم مصدر تعاسته وتشاؤمه.

### اللوحة 16: وعادت عريب
تعود عريب إلى ابن الرومي وتصارحه بأنها لا تستطيع العيش خارج الحي، فهي تنتمي إلى هؤلاء الناس. تطلب منه مساعدتها في العثور على خلخالها الضائع، ويوافق. كما يتراجع عن مواقفه ويصالح جيرانه.

### اللوحة 17: إلى أين ينزل الستار؟
في النهاية، يطلب سكان الحي من ابن دنيال أن يكمل قصة ابن الرومي، لكن دنيازاد تقترح أن يُترك ذلك لمسرحية قادمة، وتؤكد أنها لا بد أن تلحق بالناس، لأنها جزء منهم وتنتمي إليهم.

## شخصيات المسرحية
1. ابن الرومي الشاعر
2. عريب الجارية
3. دعبل الأحدب
4. عيسى البخيل
5. أشعب المغفل
6. جحظة المغني
7. الزبون الأبكم
8. الرباب بائعة الجواري
9. حبابة الجارية
10. جوهرة الجارية
11. الخادم يا زمان
12. يعقوب المنادي
13. إسحاق المقدم
14. ابن دانيال
15. دنيا زاد ابنته
16. عامل الستار
17. سعدان كاتب عمومي
18. حمدان الشاعر
19. رضوان العامل
20. مقدم الحي
21. العون الأول
22. العون الثاني
23. عاشور الأبلة
24. الأطفال 1،2،3

## الصراع الدرامي
يتخذ الصراع الدرامي في المسرحية طابعه من مواجهة متعددة الأوجه، أبرزها صراع المثقف مع قوى الاستلاب والاستغلال، ويتجسد ذلك في شخصية ابن الرومي، الشاعر والمفكر، الذي يصطدم برئيس المجلس البلدي وسماسرته الذين يمثلون الفساد والتزييف. وفي موازاة ذلك، يخوض سكان الحي القصديري، وعلى رأسهم حمدان ورضوان وسعدان، معركة ضد "المقدَّم" ورموز السلطة المحليين، في تعبير واضح عن الصراع الطبقي بين المحرومين وأصحاب السلطة والنفوذ.
كما تبرز مواجهة فكرية بين التيار المثالي، الذي يمثله ابن الرومي في بدايات المسرحية وابن دنيال، وبين التيار الواقعي، المتمثل في شخصيات مثل حمدان، رضوان، سعدان، دنيا زاد، وعريب، الذين يعبرون عن وعي شعبي متجذر في الواقع.
وتتسع دوائر الصراع لتشمل مواجهة بين فئة المستغِلين، كالمقدَّم، رئيس المجلس البلدي، الخادم "يا زمان"، وأتباعهم، وبين فئة المستغَلين من عامة الناس كابن الرومي، سعدان، رضوان، حمدان، أشعب، دعبل، جحظة، عريب، جوهرة، وحبابة.
أما على المستوى الرمزي، فتبرز صراعات أخرى بين الفن والواقع، الانغلاق والانفتاح، الذات والموضوع، والماضي والحاضر. غير أن هذا الصراع، على عكس التراجيديا الكلاسيكية حيث كان يدور بين الإنسان والآلهة، يُقدَّم هنا كصراع أفقي بين البشر، في بنية تعكس تعقيدات الواقع الاجتماعي والإنساني.